# Football Club Stabiese
La  Football Club Stabiese, meglio nota come Stabiese e che fino al 1930 portava la denimazione di Stabia Sporting Club, è stata una società calcistica italiana con sede nella città di Castellammare di Stabia (NA), attiva dal 1907 al 1933.

## Storia
Fondata il 19 marzo 1907 come Stabia Sporting Club dai fratelli Romano e Pauzano Weiss, è nel 1914 che s'iscrisse alla FIGC Campania. In precedenza fu attiva a carattere locale, in via non ancora ufficiale. In seguito all'affiliazione, lo Stabia disputò inizialmente dei campionati di Terza Categoria.
I colori del principale sodalizio stabiese sono da sempre gialloblù, ma adoperati in modo diverso dalle varie società che si sono alternate nel rappresentare la tradizione cittadina. Il primo club aveva la maglia a strisce, combinazione che sarà poi ripresa sia dalla prima Juve Stabia che dalla società odierna.
A causa della prima guerra mondiale, il club si disgregò. Tuttavia, nel 1919 la società fu "riassemblata" grazie all'avvocato Vincenzo Bonifacio, e nel 1920 compì un'importante svolta: assorbì il preesistente club dello stabiese Sport Club War, e ciò permise allo Stabia di giocare in Promozione 1919-1920, secondo livello del calcio italiano dell'epoca, di tipo regionale.
In seguito, aderì al C.C.I. e partecipò al campionato di Prima Divisione 1921-1922, massimo livello dell'epoca. Nel 1924 retrocesse in Seconda Divisione per problemi economici, ma tornò al primo livello dopo appena un anno. Tuttavia, retrocesse nuovamente nel 1925-1926 e restò in Seconda Divisione fino al 1929. Nel frattempo, economicamente dissestata retrocesse ancora una volta, stavolta in modo volontario nel 1930, cambiando anche denominazione in Football Club Stabiese. Questa società infine chiuse i battenti nel 1933. Il suo posto fu preso dall'Associazione Calcio Stabia.